# Jussi Selo

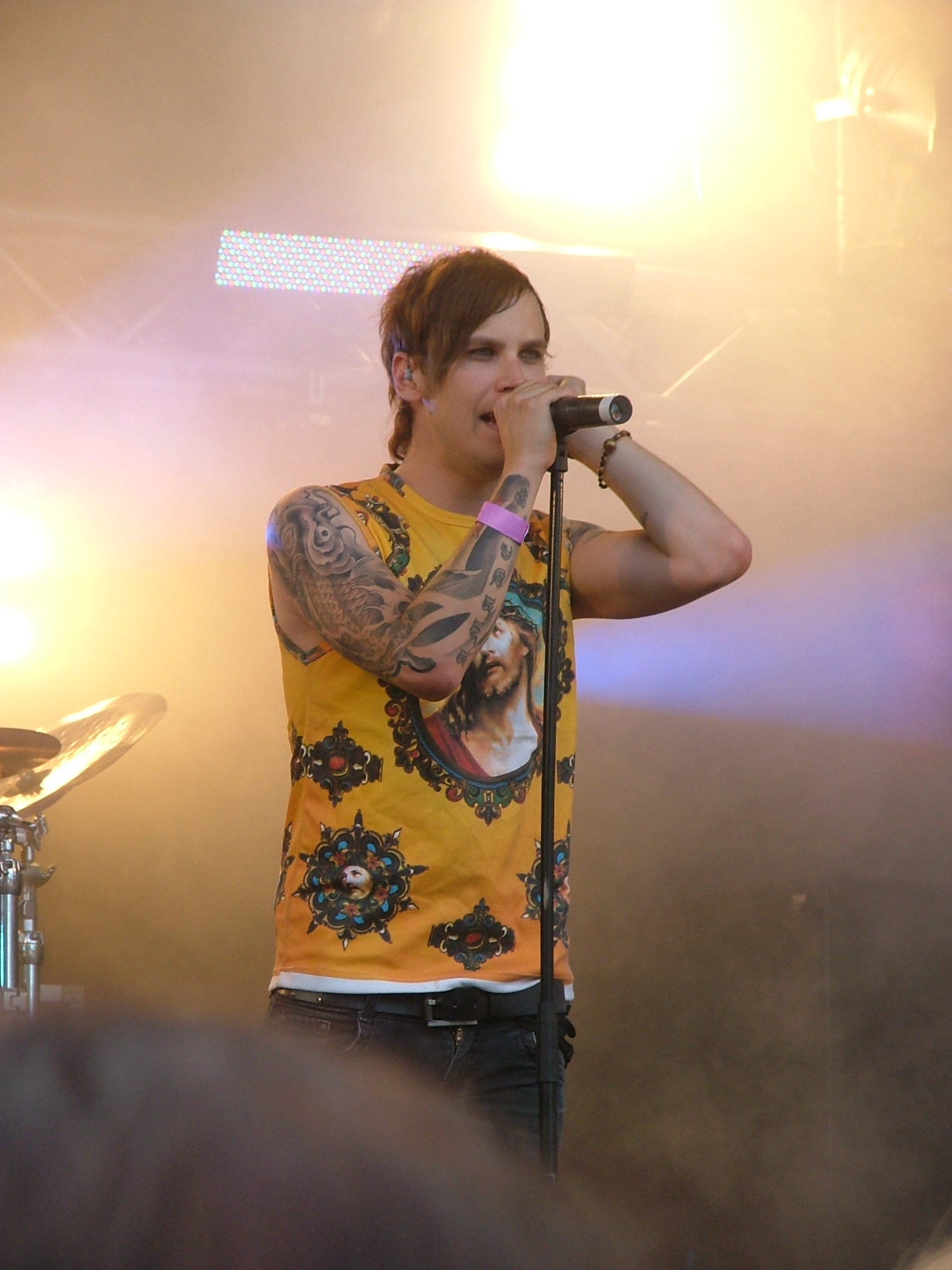
Jussi Selo

Jussi Petteri Selo (* 21. Januar 1985 in Vantaa) ist finnischer Rockmusiker, Sänger und einer der Songwriter der 1999 gegründeten Rockband Uniklubi.

## Leben
Jussi Petteri Selo wurde am 21. Januar 1985 als zweitjüngster von vier Brüdern in Vantaa geboren. Seine Familie zog, als Jussi fünf Jahre alt war, nach Hämeenkyrö bei Tampere. Dort lernte er in der Schule seine späteren Bandkollegen von Uniklubi kennen. Heute lebt er in Tampere.
Sein Geburtsname lautete Jussi Kykkänen. Wie sein älterer Bruder Janne (Gitarrist bei Uniklubi) nahm er allerdings vor einigen Jahren den Geburtsnamen seiner Mutter Selo an.
Bis zu seinem sechzehnten Lebensjahr spielte er Fußball bei Apassit Hämeenkyrö, gab dies jedoch auf, da Apassit nur Jugendmannschaften bis zum Alter von 16 Jahren anbot. Heute spielt er in der Drittligamannschaft Dog's Ball gemeinsam mit anderen Rockmusikern aus Tampere.
Laut eigenen Aussagen kam Jussi hauptsächlich durch den Einfluss seines fünf Jahre älteren Bruders Janne zur Musik, entschied sich aber erst spät, es als Sänger zu versuchen. Vorher spielte er Schlagzeug in einer Band namens Roni ja ryövärit und war bei verschiedenen anderen Bands als Techniker tätig. Außerdem kann er noch Gitarre, Keyboard und Saxofon spielen und schreibt gemeinsam mit Teemu Rajamäki die Songs für Uniklubi. In einigen Songs verarbeitet er einen Schicksalsschlag aus dem Jahr 2003, als er im Alter von 18 Jahren seinen damals 26-jährigen ältesten Bruder Tommi verlor. Dadurch sind viele der Lieder recht traurig und emotional, besonders auf dem zweiten Uniklubi-Album Kehä wird dieses deutlich, so singt er zum Beispiel in Huomenna folgende Worte: "Huomenna, taas huomenna olen surullinen" (dt.: Und morgen, morgen trauer ich wieder).
Jussi war Sänger in der Gründungsbesetzung von Lovex 2001. Dort stieg er aus, weil die Band auf Englisch singen wollte, Jussi diese Sprache seiner Meinung nach jedoch nicht so gut beherrscht. Seit 1999 ist er Mitglied von Uniklubi.
Zu Beginn seiner Karriere unternahm Jussi Selo einen Ausflug in die Schauspielwelt, er spielte in dem finnischen Teenie-Liebesdrama Perhoshäkki die Rolle des Kristian.
Im September 2006 musste der Sänger sich einer Operation unterziehen, da sich an seinen Stimmbändern ein Knoten gebildet hatte, der ihn erheblich beim Singen einschränkte und teilweise dazu führte, dass er überhaupt keinen Ton mehr herausbekam.
Im Oktober 2008 gab er dann bekannt, erneut Probleme mit der Stimme zu haben, Grund sei dieses Mal ein Trauma an den Stimmbändern. Uniklubi nahmen sich eine Konzertpause, Jussi sang jedoch ungeachtet seiner Stimmprobleme sämtliche Songs des vierten Uniklubi-Studioalbums Syvään valoon ein. Am 14. Januar 2009 gab die Band dann über MySpace bekannt, erneut Konzerte absagen zu müssen, da sich Selo am 13. Januar einer erneuten Stimmband-Operation hatte unterziehen müssen. Nach der Veröffentlichung von Syvään valoon stellte Jussi bei diversen Auftritten unter Beweis, dass seine Stimme wieder vollkommen genesen ist.
Im Sommer 2010 traten er und seine Band Uniklubi mehrfach mit den Romantiikan Rippeet auf, einem um ein Klavier erweiterten Streichquartett.
Während einer "kreativen Pause" von Uniklubi im Jahr 2011 arbeitete Selo an dem Projekt Jussi Selo & Nefernefernefer, mit dem er die Singles Nefernefernefer und Viimeiseen hengenvetoon und Anfang 2012 auch ein selbstbetiteltes Album herausbrachte.
Im Oktober 2020 veröffentlichte Selo eine Single namens Viimeinen Ilta ("Letzter Abend") zusammen mit DJ Oku Luukkainen.

## Musik

### Werdegang
- Toinen ulotovuus (Technik und Gesang)
- Roni ja ryövärit (Schlagzeug und Gesang)
- Alienboy (Geschrei)
- Lovex (Gesang)
- Pincenez / Uniklubi (Gesang)
- Sadetta (Gesang) – seit 2015[2]

### Sideprojects
- männliche Hauptrolle (Kristian) im Film Perhoshäkki
- Mitarbeit bei Lovex (Musik und text bei Yours, Musik bei Die A Little More und Bleeding)
- Backgroundgesang bei Negative (Still alive)
- Backgroundgesang, gemeinsam mit Ville Liimatainen von Flinch, bei der Neuaufnahme des Queen-Songs Too much love will kill you durch Negative feat. Dead By Gun & Jann Wilde von Jann Wilde & Rose Avenue
- Auftritt im Bloodpit-Video Wise Men Don't Cry an der Seite von Negative-Bassist Antti Anatomy
- Jussi Selo & Nefernefernefer
- DJ Oku Luukkainen & Jussi Selo – Viimeinen Ilta (Saumaa Records 2020)
- Peltokurki – Meillä on vapaus (feat. Jussi Selo)